# Sofia Angelica di Württemberg-Oels
Sofia Angelica di Württemberg-Oels (Bernstadt, 30 maggio 1677 – Pegau, 11 novembre 1700) era una Duchessa di Württemberg-Oels per nascita e per matrimonio Duchessa di Sassonia-Zeitz-Pegau-Neustadt.

## Biografia
Nata a Bernstadt (ora chiamata Bierutów), capitale del ducato di Bernstadt in Slesia, era la quinta dei sette figli del Duca Cristiano Ulrico I di Württemberg-Oels e della sua prima moglie, Anna Elisabetta, una figlia del Principe Cristiano II di Anhalt-Bernburg.
Sua madre morì per le complicazioni del suo ultimo parto il 3 settembre 1680 e suo padre si risposò altre tre volte: a Doberlug il 27 ottobre 1683 con Sibilla Maria, una figlia del Duca Cristiano I di Sassonia-Merseburg; a Hamburg il 4 febbraio 1695 con Sofia Guglielmina, una figlia del Principe Enno Luigi Cirksena della Frisia orientale e a Güstrow il 6 dicembre 1700 con Sofia, una figlia del Duca Gustavo Adolfo di Meclemburgo-Güstrow. Sofia Angelica e la sorella maggiore Luisa Elisabetta (per matrimonio Duchessa di Sassonia-Merseburg-Lauchstädt) erano gli unici figli sopravvissuti del matrimonio dei loro genitori. Dai matrimoni successivi del padre ebbe otto fratellastri e sorellastre, di cui solo tre sopravvissero età adulta: Carlo Federico II di Württemberg-Oels, Cristiano Ulrico II di Württemberg-Wilhelminenort (entrambi figli di Sibilla Maria) e Augusta Luisa (figlia di Sofia Guglielmina; per matrimonio Duchessa di Sassonia-Weissenfels-Barby).

## Matrimonio
In Öls  il 23 aprile 1699, Sofia Angelica sposò il Principe Federico Enrico di Sassonia-Zeitz. Poco tempo dopo, suo marito ricevette dal fratello maggiore Maurizio Guglielmo, Duca di Sassonia-Zeitz, le città di Pegau e Neustadt come appannaggio. Da allora in poi, Federico Enrico assunse il titolo di Duca di Sassonia-Zeitz-Pegau-Neustadt (Herzog von Sachsen-Zeitz-Pegau-Neustadt).
Sofia Angelica e suo marito si stabilirono nella loro residenza a Pegau, dove morì all'età di 23 anni dopo appena diciannove mesi di matrimonio senza figli. Fu sepolta nella Hallenkrypta della Dom St.Peter und Paul a Zeitz.

## Ascendenza
|                                                      |                                              |                                                   | Genitori                                                 |  |  | Nonni |  |  | Bisnonni                                            |  |  | Trisnonni                             |  |
|                                                      |                                              |                                                   |                                                          |  |  |       |  |  | 8. Julius Friedrich, duca di Württemberg-Weiltingen |  |  | 16. Friedrich I, duca del Württemberg |  |
|                                                      |                                              |                                                   |                                                          |  |  |       |  |  | 8. Julius Friedrich, duca di Württemberg-Weiltingen |  |  | 16. Friedrich I, duca del Württemberg |  |
|                                                      |                                              | 17. Sibylla von Anhalt                            |                                                          |  |  |       |  |  | 8. Julius Friedrich, duca di Württemberg-Weiltingen |  |  |                                       |  |
| 4. Silvius I Nimrod, duca di Württemberg-Oels        |                                              |                                                   |                                                          |  |  |       |  |  | 8. Julius Friedrich, duca di Württemberg-Weiltingen |  |  |                                       |  |
|                                                      |                                              | 9. Anna Sabina von Schleswig-Holstein-Sonderburg  | 18. Johann, duca di Schleswig-Holstein-Sonderburg (= 14) |  |  |       |  |  |                                                     |  |  |                                       |  |
|                                                      |                                              | 9. Anna Sabina von Schleswig-Holstein-Sonderburg  | 18. Johann, duca di Schleswig-Holstein-Sonderburg (= 14) |  |  |       |  |  |                                                     |  |  |                                       |  |
|                                                      |                                              | 9. Anna Sabina von Schleswig-Holstein-Sonderburg  | 19. Agnes Hedwig von Anhalt (= 13)                       |  |  |       |  |  |                                                     |  |  |                                       |  |
| 2. Christian Ulrich I, duca di Württemberg-Oels      |                                              | 9. Anna Sabina von Schleswig-Holstein-Sonderburg  |                                                          |  |  |       |  |  |                                                     |  |  |                                       |  |
|                                                      |                                              | 10. Karl Friedrich I, duca di Münsterberg-Oels    | 20. Karl II, duca di Münsterberg-Oels                    |  |  |       |  |  |                                                     |  |  |                                       |  |
|                                                      |                                              | 10. Karl Friedrich I, duca di Münsterberg-Oels    | 20. Karl II, duca di Münsterberg-Oels                    |  |  |       |  |  |                                                     |  |  |                                       |  |
|                                                      |                                              | 10. Karl Friedrich I, duca di Münsterberg-Oels    | 21. Elisabeth Magdalena von Brieger                      |  |  |       |  |  |                                                     |  |  |                                       |  |
| 5. Elisabeth Marie von Münsterberg-Oels              |                                              | 10. Karl Friedrich I, duca di Münsterberg-Oels    |                                                          |  |  |       |  |  |                                                     |  |  |                                       |  |
|                                                      |                                              | 11. Anna Sophia von Sachsen-Weimar                | 22. Friedrich Wilhelm I, duca di Sassonia-Weimar         |  |  |       |  |  |                                                     |  |  |                                       |  |
|                                                      |                                              | 11. Anna Sophia von Sachsen-Weimar                | 22. Friedrich Wilhelm I, duca di Sassonia-Weimar         |  |  |       |  |  |                                                     |  |  |                                       |  |
|                                                      |                                              | 11. Anna Sophia von Sachsen-Weimar                | 23. Anna Maria von Pfalz-Neuburg                         |  |  |       |  |  |                                                     |  |  |                                       |  |
| 1. Sofie Angelika von Württemberg-Oels               |                                              | 11. Anna Sophia von Sachsen-Weimar                |                                                          |  |  |       |  |  |                                                     |  |  |                                       |  |
|                                                      | 12. Christian I, principe di Anhalt-Bernburg | 24. Joachim Ernst, principe di Anhalt             |                                                          |  |  |       |  |  |                                                     |  |  |                                       |  |
|                                                      | 12. Christian I, principe di Anhalt-Bernburg | 24. Joachim Ernst, principe di Anhalt             |                                                          |  |  |       |  |  |                                                     |  |  |                                       |  |
|                                                      | 12. Christian I, principe di Anhalt-Bernburg | 25. Agnes von Barby-Mühlingen                     |                                                          |  |  |       |  |  |                                                     |  |  |                                       |  |
| 6. Christian II, principe di Anhalt-Bernburg         | 12. Christian I, principe di Anhalt-Bernburg |                                                   |                                                          |  |  |       |  |  |                                                     |  |  |                                       |  |
|                                                      |                                              | 13. Anna von Bentheim-Tecklenburg                 | 26. Arnold III, conte di Bentheim-Tecklenburg            |  |  |       |  |  |                                                     |  |  |                                       |  |
|                                                      |                                              | 13. Anna von Bentheim-Tecklenburg                 | 26. Arnold III, conte di Bentheim-Tecklenburg            |  |  |       |  |  |                                                     |  |  |                                       |  |
|                                                      |                                              | 13. Anna von Bentheim-Tecklenburg                 | 27. Magdalena von Neuenahr-Alpen                         |  |  |       |  |  |                                                     |  |  |                                       |  |
| 3. Anna Elisabeth von Anhalt-Bernburg                |                                              | 13. Anna von Bentheim-Tecklenburg                 |                                                          |  |  |       |  |  |                                                     |  |  |                                       |  |
|                                                      |                                              | 14. Johann, duca di Schleswig-Holstein-Sonderburg | 28. Christian III, re di Danimarca                       |  |  |       |  |  |                                                     |  |  |                                       |  |
|                                                      |                                              | 14. Johann, duca di Schleswig-Holstein-Sonderburg | 28. Christian III, re di Danimarca                       |  |  |       |  |  |                                                     |  |  |                                       |  |
|                                                      |                                              | 14. Johann, duca di Schleswig-Holstein-Sonderburg | 29. Dorothea von Sachsen-Lauenburg                       |  |  |       |  |  |                                                     |  |  |                                       |  |
| 7. Eleonore Sophie von Schleswig-Holstein-Sonderburg |                                              | 14. Johann, duca di Schleswig-Holstein-Sonderburg |                                                          |  |  |       |  |  |                                                     |  |  |                                       |  |
|                                                      |                                              | 15. Agnes Hedwig von Anhalt                       | 30. Joachim Ernst, principe di Anhalt (= 24)             |  |  |       |  |  |                                                     |  |  |                                       |  |
|                                                      |                                              | 15. Agnes Hedwig von Anhalt                       | 30. Joachim Ernst, principe di Anhalt (= 24)             |  |  |       |  |  |                                                     |  |  |                                       |  |
|                                                      |                                              | 15. Agnes Hedwig von Anhalt                       | 31. Eleonore von Württemberg                             |  |  |       |  |  |                                                     |  |  |                                       |  |
|                                                      |                                              | 15. Agnes Hedwig von Anhalt                       |                                                          |  |  |       |  |  |                                                     |  |  |                                       |  |